# Fidel Herráez
Fidel Herráez Vegas (ur. 28 lipca 1944 w Ávili) – hiszpański duchowny katolicki, arcybiskup Burgos w latach 2015–2020.

## Życiorys
Święcenia kapłańskie otrzymał 19 maja 1968 i został inkardynowany do archidiecezji madryckiej. Przez wiele lat pracował w madryckim ośrodku studiów teologicznych San Dámaso, był też delegatem biskupim ds. nauczania. W 1995 mianowany wikariuszem generalnym archidiecezji.
14 maja 1996 papież Jan Paweł II mianował go biskupem pomocniczym diecezji Madrytu, ze stolicą tytularną Cediae. Sakry biskupiej udzielił mu 29 czerwca 1996 kard. Antonio María Rouco Varela.
30 października 2015 papież Franciszek mianował go arcybiskupem metropolitą Burgos.
6 października 2020 roku tenże sam papież przyjął jego rezygnację z pełnionych funkcji.